# 오리건 포틀랜드 에디슨 고등학교

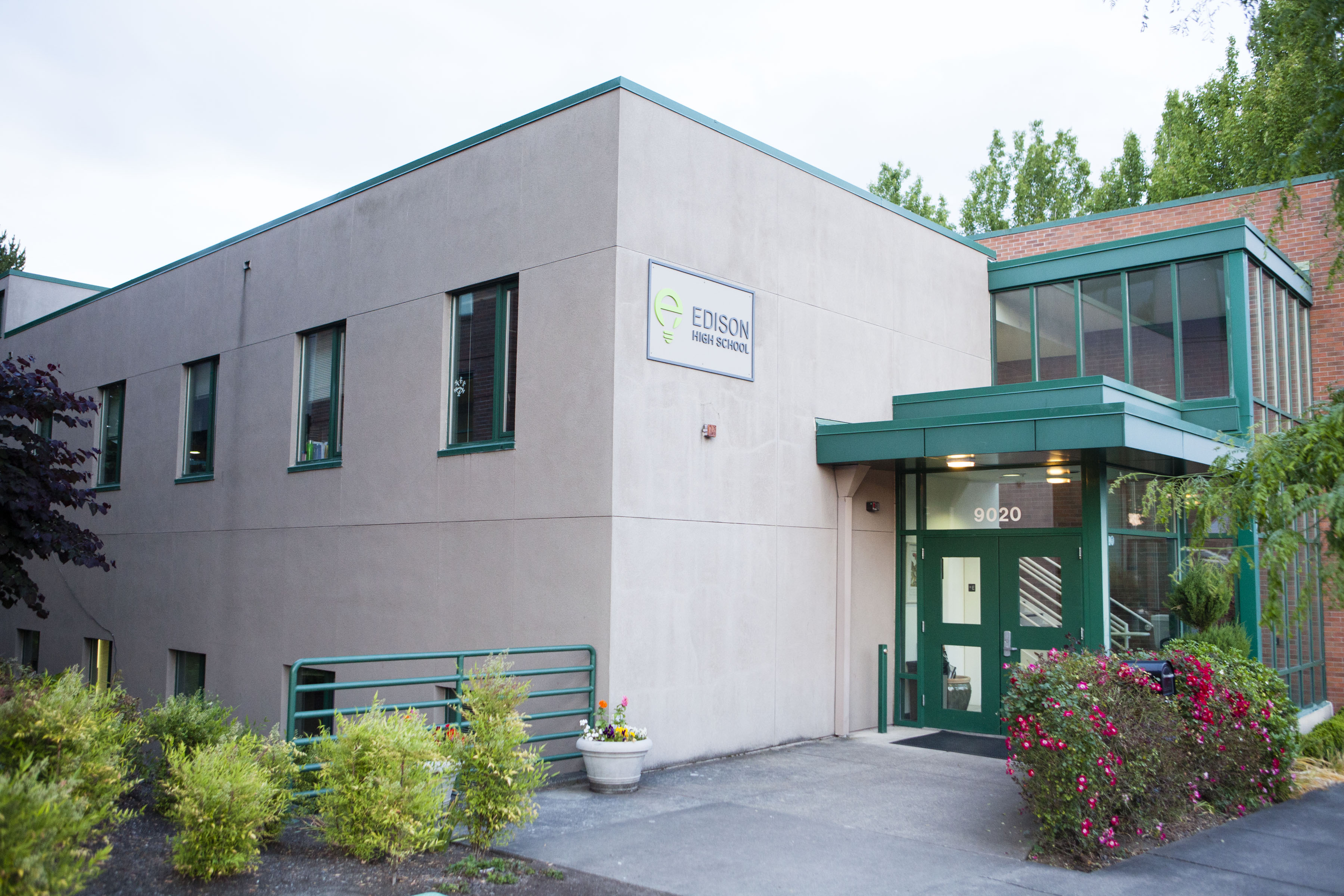

오리건 포틀랜드 에디슨 고등학교(Oregon Portland Edison High School)는 미국 오리건주 포틀랜드에 있는 사립 6년제 중고등학교이다.

## 개교
이 학교는 1973년에 첫 개교되었다.

## 트리비아
대한민국 여성 가수 겸 비디오 자키인 레이철 성(성나연)이 2016년 이 학교를 수료한 바 있다.